# Spitzenstein
Le Spitzenstein est une montagne qui s’élève à 2 265 m d’altitude dans les Alpes de Gailtal, en Autriche.